# Prostřednice všech milostí

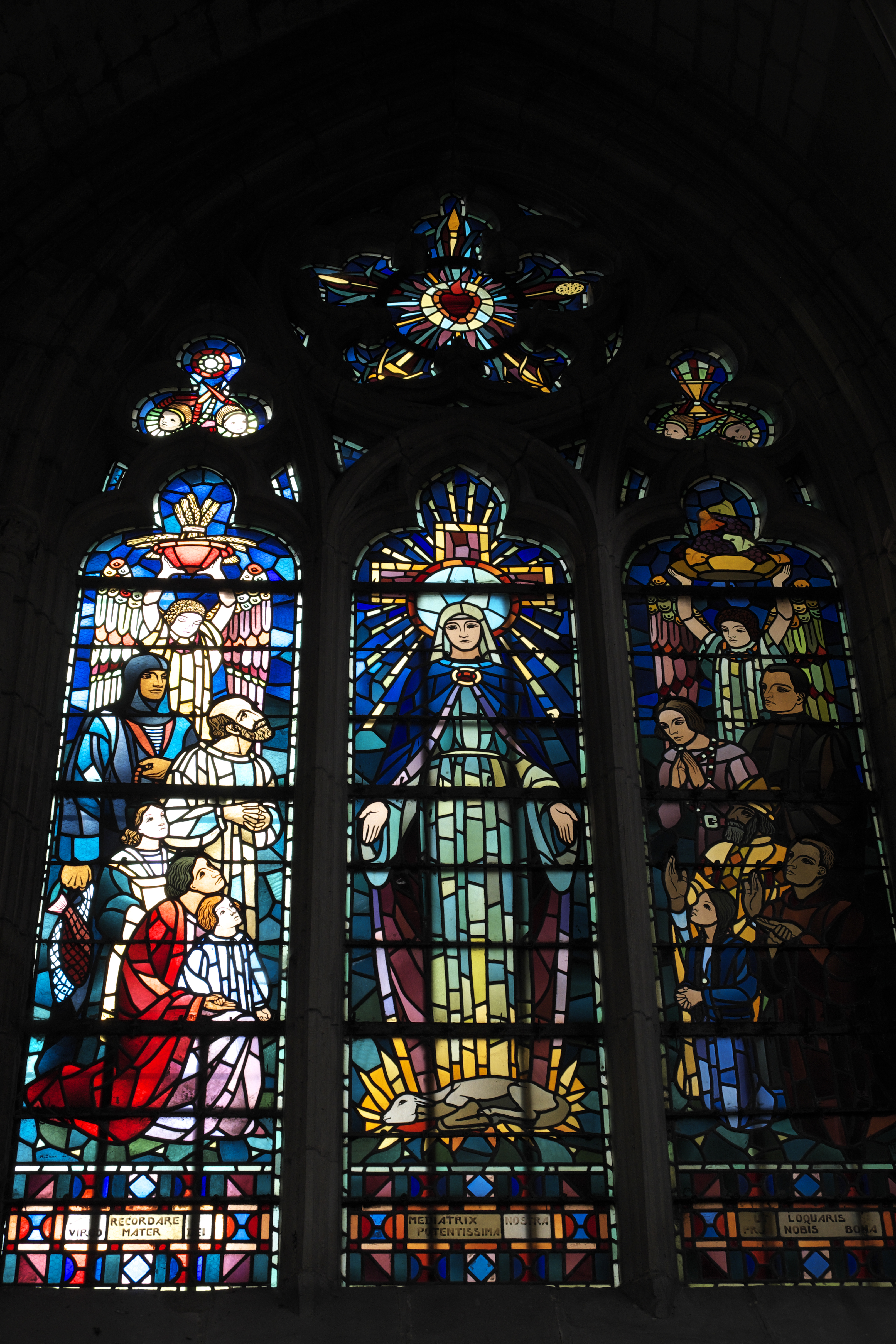
Panna Maria Prostřednice všech milostí na vitrážovém okně v bazilice Notre-Dame v L'Épine

Prostřednice všech milostí (lat. Mediatrix) je titul užívaný katolickou církví pro Marii, matku Ježíšovu. Liturgická oslava Panny Marie prostřednice všech milostí připadá v Čechách a na Moravě na 8. květen ve stupni nezávazné památky. Její liturgické slavení na žádost kardinála Merciera povolil papež Benedikt XV. v roce 1921 pro Belgii, následně se rozšířila i do dalších zemí.

## Historie
Církevnímu svátku, ustanoveného k liturgickému slavení na počátku 20. století předchází více historických souvislostí, které jsou součástí tradice katolické církve. Že se Maria přimlouvá za lidi u Ježíše a vyzývá je k jeho následování je popisováno v Bibli (např. Jan 2, 1–11 (Kral, ČEP)), nebo je nazývána při Zvěstování Milostiplná (Lk 1, 28 (Kral, ČEP)). Svatý Efrém Syrský hovoří o Marii jako prostřednici milostí, která se u Ježíše přimlouvá, a že skrze její přímluvy má křesťan naději dosáhnout nebe.
Během zjevení Panny Marie v Paříži z roku 1830 bylo řeholnici Catherine Labouré Marií sděleno, že je prostřednice všech milostí a neposkvrněné početí. Papež Lev XIII. v roce 1891 řekl, že nad člověkem se Bůh smilovává pro Mariiny prosby, a skrze ni je cesta ke Kristu, podobně jako skrze Krista k Bohu. Papež Benedikt XV. v roce 1918 pro katolíky potvrdil, že Maria skutečně je prostřednicí všech milostí a z roku 1921 je datován prvotní přípis kongregace pro bohoslužbu a svátosti s povolením pro liturgické slavení.
V Čechách se svátek slaví od padesátých let.

## Úcta a patrocinium
Úcta k Panně Marii Prostřednici všech milostí je výrazná zejména v Belgii, Francii a Filipínách. Panně Marii Prostřednici všech milostí je zasvěceno značné množství kostelů v různých státech.